# Cantón de Châteauneuf-sur-Sarthe
El cantón de Châteauneuf-sur-Sarthe era una división administrativa francesa, que estaba situada en el departamento de Maine y Loira y la región de Países del Loira.

## Composición
El cantón estaba formado por quince comunas:
- Brissarthe
- Champigné
- Champteussé-sur-Baconne
- Châteauneuf-sur-Sarthe
- Chemiré-sur-Sarthe
- Chenillé-Changé
- Cherré
- Contigné
- Juvardeil
- Marigné
- Miré
- Querré
- Sceaux-d'Anjou
- Sœurdres
- Thorigné-d'Anjou

## Supresión del cantón de Châteauneuf-sur-Sarthe
En aplicación del Decreto n.º 2014-259 de 26 de febrero de 2014, el cantón de Châteauneuf-sur-Sarthe fue suprimido el 22 de marzo de 2015 y sus 15 comunas pasaron a formar parte del nuevo cantón de Tiercé.